# Kvalitetsstyring
Et kvalitetsstyringssystem eller nogle gange blot omtalt som kvalitetsstyring (forkortet QMS efter det engelske quality management system) er en samling af forretningsprocesser, der er fokuseret på konsistent at leve op til kundekrav og forbedre deres tilfredshed. Kvalitetsstyringssystemer justeret, så de passer til organisationens formål og strategiske retning (ISO 9001:2015). Det er udtrykt i organisationens mål og forhåbninger, politikker, processer, dokumenteret information og ressourcer der er nødvendige for at implementere og vedligeholde kvaliteten.
Tidlige kvalitetssystemer lagde vægt på forudsigelige resultater for industrielt fremstillede produkter ved brug af simpel statistik og stikprøvekontrol. I 1900-tallet var arbejdskraften typisk dyrere end råvarerne i de fleste industrialiserede samfund, så fokus skiftede til at fokusere på samarbejde og dynamikker, særligt tidlige signalproblemer via løbende forbedringsprocesser. I 2000'erne har QMS haft fokus på bæredygtighed og gennemsigtighed, da både investorer og kunders tilfredshed og opfattede kvalitet i stigende grad bliver forbundet med disse to faktorer.
ISO 9000-familien er sandsynligvis den mest udbredte kvalitetsstandarder på verdensplan – ISO 19011 audit tager hånd om både kvalitet og bæredygtighed og deres integrering. Andre eksempler på QMS tæller Natural Step, der fokuserer på bæredygtighed, og den antager at andre kvalitetsproblemer vil bliver reduceret som resultat af systematisk tænkning, gennemsigtighed, dokumentation og diagnosticering.